# Бібі Данієлс
Бібі Данієлс (англ. Bebe Daniels, при народженні Філліс Вірджинія Данієлс (англ. Phyllis Virginia Daniels); 14 січня 1901 — 16 березня 1971) — американська акторка, співачка, танцюристка і продюсерка.

## Біографія
Філліс Вірджинія Данієлс народилася в Далласі в театральній родині. Коли вона була ще дитиною, її сім'я переїхала в Лос-Анджелес, де Данієлс вже в чотирирічному віці почала акторську кар'єру. Спочатку вона брала участь у різних театральних постановках, а 1910 року розпочала кінокар'єру. Однією з перших її ролей стала Дороті Ґейл в екранізації дитячої книги Френка Баума «Дивовижний чарівник країни Оз». З 1915 року Данієлс була запрошена Гарольдом Ллойдом на другорядні ролі в його короткометражні комедії. Її чотирирічна співпраця з Ллойдом породила багато пліток про їх можливі романтичні стосунки, а в Голлівуді вони отримали прізвиська «хлопчик» і «дівчинка».
1919 року, прагнучи виявити свій драматичний талант, Бібі Данієлс покинула Гарольда Ллойда і прийняла контракт від Сесіля Де Мілля на зйомки в його кількох драматичних картинах. У 1920-х акторка мала контракт з «Paramount Pictures», де знялася у другорядних ролях у понад двох десятках картин. У середині десятиліття студія «Paramount» розірвала з нею контракт, і Данієлс перейшла на студію «RKO», де 1929 року отримала велику популярність після ролі в музичній комедії «Ріо Ріта». Наступного року акторка була однією з основних зірок мюзиклу виробництва «RKO». До кінця 1930 року мода на кіномюзикли помітно знизилася, і студія «RKO» вирішила не продовжувати з нею контракт. На початку 1930-х акторка працювала на студії «Warner Brothers», де з'явилася в ряді популярних кінофільмів, включаючи «Мальтійський сокіл» (1931), «Срібний долар» (1932) і «42-я вулиця» (1933).
1935 року Бібі Данієлс покинула Голлівуд і разом з чоловіком, актором Беном Лайоном, переїхала до Лондона. Там продовжила акторську кар'єру, але більшою мірою в театрі і на радіо. 1945 року Данієлс на кілька років повернулася в Голлівуд, де виступила продюсеркою фільму «Неймовірний Джо». Решту життя акторка разом із чоловіком, сином Річардом і дочкою Барбарою провела в Лондоні, де і померла від крововиливу в мозок в березні 1971 року. Вона була кремована, а її прах похований в колумбарії каплиці на кладовищі «Hollywood Forever». Її внесок у кінематограф США відзначений зіркою на Голлівудській алеї слави.

## Вибрана фільмографія
- 1910 — Дивовижний чарівник країни Оз / The Wonderful Wizard of Oz
- 1915 — Даючи їм придатки / Giving Them Fits
- 1915 — Особливі витівки пацієнтів / Peculiar Patients' Pranks
- 1916 — Зруйнований сон Люка / Luke's Shattered Sleep
- 1916 — Люк, цукерка / Luke, the Candy Cut-Up
- 1916 — Люк знаходить награбоване / Luke Locates the Loot
- 1916 — Люк і кристал / Luke, Crystal Gazer
- 1917 — Блаженство / Bliss
- 1917 — За морською хвилею / By the Sad Sea Waves
- 1917 — Жвавий крок / Step Lively
- 1917 — Дикі жінки / Lonesome Luke's Wild Women
- 1917 — Йдіть далі / Move On
- 1917 — Острів веселки / Rainbow Island
- 1917 — Соромливий / Bashful
- 1917 — Самотній Люк на Tin Can Alley / Lonesome Luke on Tin Can Alley
- 1917 — Щипнуто / Pinched
- 1917 — Через паркан / Over the Fence
- 1917 — Флірт / The Flirt
- 1918 — Безупинне дитя / The Non-Stop Kid
- 1918 — Бензинове весілля / A Gasoline Wedding — дівчина
- 1918 — Виглядайте приємним, будь ласка / Look Pleasant, Please
- 1918 — Два пістолета Гасі / Two-Gun Gussie — дівчина
- 1918 — Десь у Туреччині / Somewhere in Turkey
- 1918 — Міський пройдисвіт / The City Slicker
- 1918 — На стрибку / On the Jump
- 1918 — Ошуканці дійсно нечесні? / Are Crooks Dishonest?
- 1918 — Підемо / Let's Go
- 1918 — Пожежний, врятуйте мою дитину / Fireman, Save My Child
- 1918 — Рада / The Tip
- 1918 — Романтичний Озарк / An Ozark Romance
- 1918 — Візьміть можливість / Take a Chance
- 1918 — Сюди приходять дівчата / Here Come the Girls
- 1918 — Свисни у вуса / Pipe the Whiskers
- 1918 — Тікай / Beat It
- 1919 — Весняна лихоманка / Spring Fever
- 1919 — Діти капітана Кідда / Captain Kidd's Kids
- 1919 — Заплатіть належне / Pay Your Dues
- 1919 — Компанія китайське рагу / Chop Suey & Co.
- 1919 — Кухар / The Chef
- 1919 — Не штовхайтесь / Don't Shove
- 1919 — Перерахуйте свою зміну / Count Your Change
- 1919 — Повернутися до лісу
- 1919 — Спитайте батька / Count Your Change
- 1919 — Біллі Блейзес, есквайр / Billy Blazes, Esq.
- 1919 — Сусіди / Just Neighbors
- 1919 — Семмі в Сибіру / A Sammy In Siberia
- 1919 — Тільки його батько
- 1919 — У старому виході на сцену
- 1919 — Ходіть! Ходіть! Вирушайте! / Going! Going! Gone!
- 1920 — Навіщо міняти дружину? / Why Change Your Wife?
- 1923 — Голлівуд / Hollywood
- 1923 — Мосьє Бокер / Monsieur Beaucaire
- 1926 — Вулкан / Volcano!
- 1930 — Дістати до місяця / Reaching for the Moon
- 1933 — 42-га вулиця / 42nd Street